# 国道184号

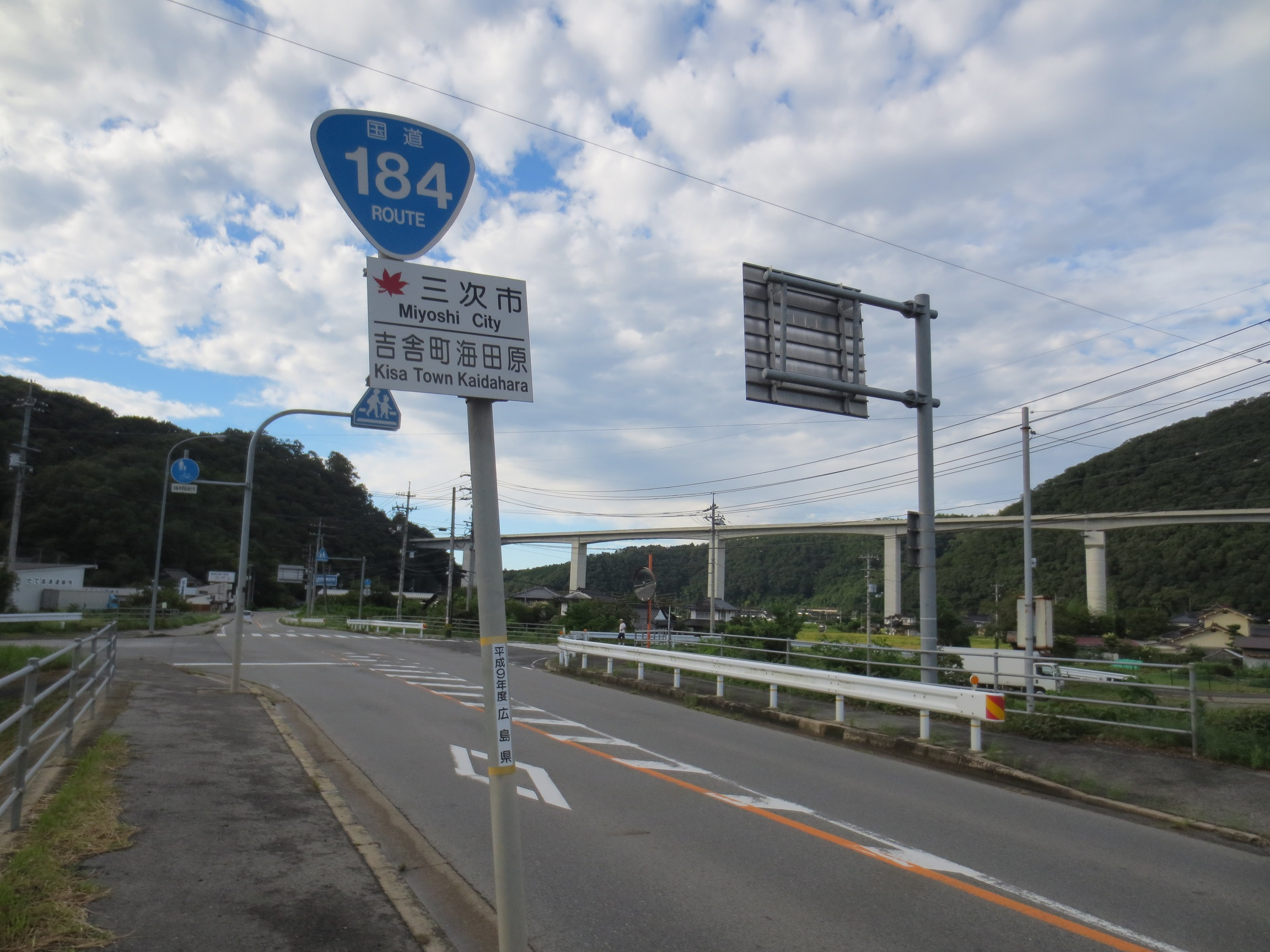
三次市吉舎町海田原付近（2013年9月）。奥に見える高架は当時延伸工事中の尾道道。

国道184号（こくどう184ごう）は、島根県出雲市から広島県尾道市に至る一般国道である。

## 概要

### 路線データ
一般国道の路線を指定する政令に基づく起終点および重要な経過地は次のとおり。
- 起点：出雲市（神立（かんだち）交差点 = 国道9号交点）
- 終点：尾道市（祇園橋東詰交差点[注釈 2] = 国道2号旧道交点）
- 重要な経過地：島根県飯石郡赤来町[注釈 3]、三次市、広島県世羅郡世羅町[注釈 4]、同郡甲山町[注釈 4]、同県御調郡御調町[注釈 5]
- 総延長 : 136.8 km（島根県 62.1 km、広島県 74.7 km）重用延長を含む。[2][注釈 6]
- 重用延長 : 4.2 km（島根県 - km、広島県 4.2 km）[2][注釈 6]
- 未供用延長 : なし[2][注釈 6]
- 実延長 : 132.6 km（島根県 62.1 km、広島県 70.5 km）[2][注釈 6]
  - 現道 : 128.6 km（島根県 62.1 km、広島県 66.5 km）[2][注釈 6]
  - 旧道 : 4.0 km（島根県 - km、広島県 4.0 km）[2][注釈 6]
  - 新道 : なし[2][注釈 6]
- 指定区間：国道54号と重複する区間（島根県飯石郡飯南町野萱 - 広島県三次市・粟屋交差点）[3]

## 歴史
現行の道路法（昭和27年法律第180号）に基づく二級国道として1953年（昭和28年）に初回指定された路線のひとつである。国道指定当初は松江尾道線として指定され、起点は松江市にあり、三次市までは二級国道182号（後の国道54号）と重複して指定されていた。起点が変更されたのは1993年（平成5年）のことで、島根県道11号および広島県道11号の主要地方道出雲三次線を編入することで、島根県飯石郡赤来町野萱から起点側が現在と同等の経路に変更された。
県道出雲三次線は、旧道路法（大正8年4月10日法律第58号）から県道として認定されていた路線で、1932年（昭和7年）に島根県簸川郡塩冶村の郡是前（島根県道277号多伎江南出雲線交点付近）から上塩冶半分（出雲半分簡易郵便局付近）にかけて道路建設がなされた記録が残されている。

### 年表
- 1953年（昭和28年）5月18日 - 二級国道184号松江尾道線（松江市 - 尾道市）として指定施行[4]。
- 1965年（昭和40年）4月1日 - 道路法改正により一級・二級区分が廃止されて一般国道184号として指定施行[1]。
- 1993年（平成5年）4月1日 - 起点を変更し、一般国道184号（出雲市 - 尾道市）として指定施行[5]。
- 2016年（平成28年）4月1日 - 国道9号出雲バイパスの旧道の東側4.6 kmが当路線に移管されたため、起点が渡橋中央交差点から神立交差点まで延伸される。

## 路線状況

### バイパス
- 志津見バイパス

志津見バイパス（しつみバイパス）は、島根県出雲市佐田町上橋波から飯石郡飯南町八神に至る神戸川に建設された志津見ダムの付替道路として建設された道路である。2004年（平成16年）11月27日に完成供用。

### 重複区間
- 国道54号（島根県飯石郡飯南町野萱 - 広島県三次市粟屋町・粟屋交差点）
- 国道375号・国道433号・国道434号（広島県三次市三次町・日山橋東詰交差点 - 三次市三次町・尾関大橋北詰交差点）
- 国道183号（広島県三次市粟屋町・粟屋交差点 - 三次市南畑敷町・庄原分かれ交差点）
- 国道375号（広島県三次市十日市南1丁目・三次駅前交差点 - 三次市十日市東5丁目・上原交差点）

### 道路施設

#### 橋梁
- 島根県
  - 神立橋（斐伊川、出雲市）
- 広島県
  - 尾関大橋（江の川、三次市、国道54号重複区間内）

#### トンネル
- 島根県
  - 宇比多岐トンネル、延長70 m、1983年（昭和58年）竣工、出雲市
  - 立久恵隧道、延長37 m、1913年（大正2年）竣工、出雲市
  - 殿川内トンネル、延長267 m、1988年（昭和63年）竣工、出雲市
  - 下橋波トンネル、延長440 m、1985年（昭和60年）竣工、出雲市
  - 上橋波トンネル、延長156 m、1988年（昭和63年）竣工、出雲市
  - 下山トンネル、延長742 m、2004年（平成16年）竣工、飯石郡飯南町
  - 大歳原トンネル、延長1,177 m、2004年（平成16年）竣工、飯石郡飯南町
  - 明劔（みょうけん）トンネル、延長173 m、2004年（平成16年）竣工、飯石郡飯南町
  - 天王山トンネル、延長243 m、2004年（平成16年）竣工、飯石郡飯南町
  - 丸山トンネル、延長141 m、1955年（昭和30年）竣工、飯石郡飯南町
  - 恵比トンネル、延長80 m、1955年（昭和30年）竣工、飯石郡飯南町
  - 赤名トンネル、延長600 m、1964年（昭和39年）竣工、飯石郡飯南町 - 広島県三次市（国道54号重複区間内）
- 広島県
  - 天狗トンネル、延長312 m、1994年（平成6年）竣工、三次市（国道54号重複区間内）
  - 天神トンネル、延長197 m、1987年（昭和62年）竣工、三次市（国道54号重複区間内）
  - 幸トンネル、延長240 m、1983年（昭和58年）竣工、三次市（国道54号重複区間内）
  - 雲通トンネル：延長130 m、1986年（昭和61年）竣工、三次市 - 世羅郡世羅町
  - 戸張トンネル：延長154 m、1987年（昭和62年）竣工、世羅郡世羅町
  - 御調トンネル：延長240 m、1983年（昭和58年）竣工、尾道市
  - 諸原トンネル：延長161 m、1976年（昭和51年）竣工、尾道市
  - 畑トンネル：延長81 m、1977年（昭和52年）竣工、尾道市
  - 開ノ木トンネル：延長48 m、1984年（昭和59年）竣工、尾道市
  - 木門田トンネル：延長100 m、1984年（昭和59年）竣工、尾道市

#### 道の駅
- 島根県
  - 赤来高原（飯石郡飯南町、国道54号重複区間内）
- 広島県
  - ゆめランド布野（三次市、国道54号重複区間内）

### 並行する旧街道
- 三次市 - 尾道市
- 雲州街道
- 石見銀山街道

石見銀山（大森）より尾道の港に銀が運ばれた道。雲州街道と大部分が重複。ただし、三次市吉舎地区から世羅町甲山地区にかけては、理由は定かではないが雲州街道とは別ルートとなっており、この区間だけ国道184号とは並行していない。

### 交通量
24時間交通量（台）道路交通センサス
| 観測地点           | 平成22（2010）年度 |
| ------------------ | ------------------ |
| 三次市向江田町     | 09,988             |
| 三次市吉舎町雲通   | 03,212             |
| 世羅町安田         | 03,746             |
| 世羅町西上原       | 08,154             |
| 尾道市御調町下山田 | 08,480             |
| 尾道市木之庄町畑   | 10,981             |
| 尾道市栗原町       | 13,030             |
| 尾道市天満町       | 18,650             |

（出典：「平成22年度道路交通センサス」（国土交通省ホームページ）より一部データを抜粋して作成）

## 地理
出雲市内では一畑電気鉄道立久恵線（非電化、1965年（昭和40年）廃止）の廃線跡を転用して建設された箇所がある。立久恵峡付近の上下分離区間は上り線（出雲市街地方面）が廃線跡を転用した道路である。また、かつてはこれより北側にも同様の区間があったが、道路改良により消滅している。尾道市内では尾道鉄道（電化、1964年（昭和39年）廃止）の廃線跡を転用して建設された箇所がある（およそ諸原トンネル - 木ノ庄バイパス南口交差点間）。1つの国道路線で2社の廃線跡を含むのは国道184号のみである。島根県飯石郡飯南町の来島ダム付近は狭い上に高さ制限のあるトンネルがあるため大型車の通行は困難。国道54号・島根県道326号頓原八神線などを迂回したほうが無難。もっとも、出雲市方面からの場合、飯南町八神の交差点で直進する本線側が道の広い島根県道325号佐田八神線（島根県道326号頓原八神線との重用）で、大抵の車は前述の頓原八神線を経由して国道54号に接続する。一方、右折しなければならない国道184号側には非常に狭い橋があり、また、その川向こうには大型車が通れない旨の表示がある。なお、青看板の案内に従った場合、島根県道326号頓原八神線の途中からさらに飯石ふれあい農道を経由して国道54号に入る。
飯南町野萱側からたどって飯石ふれあい農道との交点に差し掛かると、「カーナビの案内にかかわらず右折してください」と飯石ふれあい農道に誘導する標識が立っている。この標識は2009年（平成21年）3月に設置されたもので、当時はカーナビに従って進んだ結果、「車とすれ違えなくて困った」と苦情が多く寄せられたためである。言うまでもなく、ここから飯南町八神までの国道184号が非常に狭い区間で占められているためである。
中国横断自動車道 尾道松江線（尾道自動車道、松江自動車道）の開通により交通量が減っており、しまなみ海道サイクリングロードとの接続を意識し国道184号の三次市以南と、国道54号の三次市以北を結び、やまなみ街道サイクリングロードとして自転車走行環境を整備している。

### 通過する自治体
- 島根県
  - 出雲市 - 飯石郡飯南町 - 邑智郡美郷町 - 飯石郡飯南町
- 広島県
  - 三次市 - 世羅郡世羅町 - 尾道市

### 交差する道路
| 交差する道路                                                               | 都道府県名 | 市町村名 | 市町村名 | 交差する場所     | 交差する場所                     |
| -------------------------------------------------------------------------- | ---------- | -------- | -------- | ---------------- | -------------------------------- |
| 国道9号                                                                    | 島根県     | 出雲市   | 出雲市   | 斐川町併川（）   | 神立（）交差点 / 起点            |
| 島根県道26号出雲三刀屋線 島根県道351号出雲路自転車道線                     | 島根県     | 出雲市   | 出雲市   | 大津町           | 神立橋（）西詰交差点             |
| 島根県道159号出雲平田線                                                    | 島根県     | 出雲市   | 出雲市   | 大津町           | 大津小学校前交差点               |
| 島根県道277号多伎江南出雲線 出雲市道1001号今市川跡日下線 重複              | 島根県     | 出雲市   | 出雲市   | 大津町           | 出雲商工会館前交差点             |
| 島根県道27号出雲市停車場線 島根県道276号遙堪今市線 島根県道278号矢尾今市線 | 島根県     | 出雲市   | 出雲市   | 今市町           | 市役所前交差点                   |
| 島根県道28号出雲大社線                                                     | 島根県     | 出雲市   | 出雲市   | 渡橋町           | 渡橋中央交差点                   |
| 島根県道351号出雲路自転車道線                                              | 島根県     | 出雲市   | 出雲市   | 渡橋町           |                                  |
| 島根県道277号多伎江南出雲線                                                | 島根県     | 出雲市   | 出雲市   | 塩冶町（）       | 古志大橋東詰交差点               |
| 島根県道51号出雲奥出雲線                                                   | 島根県     | 出雲市   | 出雲市   | 朝山町           | 朝山町交差点                     |
| 島根県道162号大社立久恵線                                                  | 島根県     | 出雲市   | 出雲市   | 乙立町（）       | 乙立交差点                       |
| 島根県道39号湖陵掛合線 重複区間起点                                        | 島根県     | 出雲市   | 出雲市   | 佐田町反辺（）   | 反辺交差点                       |
| 島根県道39号湖陵掛合線 重複区間終点                                        | 島根県     | 出雲市   | 出雲市   | 佐田町八幡原（） | 八幡原交差点                     |
| 島根県道280号佐田小田停車場線                                              | 島根県     | 出雲市   | 出雲市   | 佐田町一窪田（） | 仁江橋交差点                     |
| 島根県道56号大田佐田線                                                     | 島根県     | 出雲市   | 出雲市   | 佐田町下橋波     |                                  |
| 島根県道185号三刀屋佐田線                                                  | 島根県     | 出雲市   | 出雲市   | 佐田町上橋波     |                                  |
| 島根県道40号川本波多線                                                     | 島根県     | 飯石郡   | 飯南町   | 志津見           |                                  |
| 島根県道325号佐田八神線 島根県道326号頓原八神線                            | 島根県     | 飯石郡   | 飯南町   | 獅子             |                                  |
| 飯石ふれあい農道                                                           | 島根県     | 飯石郡   | 飯南町   | 下来島（）       |                                  |
| 国道54号 重複区間起点                                                      | 島根県     | 飯石郡   | 飯南町   | 野萱（）         |                                  |
| 飯石ふれあい農道                                                           | 島根県     | 飯石郡   | 飯南町   | 上来島（）       |                                  |
| 島根県道55号邑南飯南線                                                     | 島根県     | 飯石郡   | 飯南町   | 下赤名           |                                  |
| 広島県道437号大津横谷線                                                    | 広島県     | 三次市   | 三次市   | 布野町横谷       |                                  |
| 広島県道62号庄原作木線 重複区間起点                                        | 広島県     | 三次市   | 三次市   | 布野町上布野     | 作木分かれ交差点                 |
| 広島県道62号庄原作木線 重複区間終点                                        | 広島県     | 三次市   | 三次市   | 布野町下布野     |                                  |
| 国道375号 重複区間起点 国道433号 重複区間起点 国道434号 重複区間起点       | 広島県     | 三次市   | 三次市   | 三次町           | 日山橋東詰交差点                 |
| 国道375号 重複区間終点 国道433号 重複区間終点 国道434号 重複区間終点       | 広島県     | 三次市   | 三次市   | 三次町           | 尾関大橋北詰交差点               |
| 広島県道・島根県道112号三次江津線 重複区間起点                             | 広島県     | 三次市   | 三次市   | 粟屋町           |                                  |
| 広島県道・島根県道112号三次江津線 重複区間終点                             | 広島県     | 三次市   | 三次市   | 粟屋町           | 落岩交差点                       |
| 国道54号 重複区間終点 国道183号 重複区間起点                               | 広島県     | 三次市   | 三次市   | 粟屋町           | 粟屋交差点                       |
| 国道375号 重複区間起点 広島県道39号三次高野線 広島県道228号三次停車場線    | 広島県     | 三次市   | 三次市   | 十日市南1丁目    | 三次駅前交差点                   |
| 国道375号 重複区間終点 広島県道433号穴笠三次線                             | 広島県     | 三次市   | 三次市   | 十日市東5丁目    | 上原（かんばら）交差点           |
| 国道183号                                                                  | 広島県     | 三次市   | 三次市   | 東畑敷町         | 庄原分かれ交差点                 |
| 広島県道432号青河江田川之内線                                              | 広島県     | 三次市   | 三次市   | 高杉町           |                                  |
| 広島県道229号神杉停車場線                                                  | 広島県     | 三次市   | 三次市   | 江田川之内町     |                                  |
| 広島県道430号糸井塩町線 広島県道431号和知塩町線                            | 広島県     | 三次市   | 三次市   | 塩町             | 塩町交差点                       |
| 広島県道61号三次庄原線 重複区間起点                                        | 広島県     | 三次市   | 三次市   | 三良坂町三良坂   | 長田分かれ交差点                 |
| 広島県道61号三次庄原線 重複区間終点 広島県道224号三良坂停車場線            | 広島県     | 三次市   | 三次市   | 三良坂町三良坂   | 出雲大社分院前交差点             |
| E54 尾道自動車道                                                           | 広島県     | 三次市   | 三次市   | 吉舎町海田原     | 吉舎インター入口交差点 4 吉舎IC  |
| 広島県道426号太郎丸吉舎線                                                  | 広島県     | 三次市   | 三次市   | 吉舎町三玉（）   |                                  |
| 広島県道223号吉舎停車場線                                                  | 広島県     | 三次市   | 三次市   | 吉舎町三玉       | 毘沙門橋北詰交差点               |
| 広島県道27号吉舎油木線                                                     | 広島県     | 三次市   | 三次市   | 吉舎町吉舎       | 上下分かれ交差点                 |
| 広島県道28号吉舎豊栄線                                                     | 広島県     | 三次市   | 三次市   | 吉舎町丸田       |                                  |
| 広島県道428号宇賀安田線 / バイパス                                         | 広島県     | 世羅郡   | 世羅町   | 大字戸張         |                                  |
| 広島県道428号宇賀安田線 / 旧道                                             | 広島県     | 世羅郡   | 世羅町   | 大字安田         |                                  |
| 広島県道56号府中世羅三和線                                                 | 広島県     | 世羅郡   | 世羅町   | 大字安田         |                                  |
| 広島県道408号中安田田打線                                                  | 広島県     | 世羅郡   | 世羅町   | 大字安田         |                                  |
| 国道432号                                                                  | 広島県     | 世羅郡   | 世羅町   | 大字本郷         | 本郷交差点                       |
| 広島県道25号三原東城線 重複区間起点                                        | 広島県     | 世羅郡   | 世羅町   | 大字本郷         | 三原分かれ交差点                 |
| 広島県道25号三原東城線 重複区間終点                                        | 広島県     | 世羅郡   | 世羅町   | 大字西上原       | 甲山橋西交差点                   |
| 広島県道405号東上原中原線                                                  | 広島県     | 世羅郡   | 世羅町   | 大字宇津戸       | 兼江橋交差点                     |
| 広島県道406号宇津戸八幡線                                                  | 広島県     | 世羅郡   | 世羅町   | 大字宇津戸       |                                  |
| 広島県道404号小谷宇津戸線                                                  | 広島県     | 世羅郡   | 世羅町   | 大字宇津戸       |                                  |
| 広島県道156号御調久井線                                                    | 広島県     | 尾道市   | 尾道市   | 御調町公文       |                                  |
| 広島県道383号篠根高尾線                                                    | 広島県     | 尾道市   | 尾道市   | 御調町高尾       | 杉谷交差点                       |
| 国道486号                                                                  | 広島県     | 尾道市   | 尾道市   | 御調町大田       | 大田交差点                       |
| 広島県道55号尾道三原線                                                     | 広島県     | 尾道市   | 尾道市   | 美ノ郷町本郷     | 三原分かれ交差点                 |
| E2 山陽自動車道                                                            | 広島県     | 尾道市   | 尾道市   | 美ノ郷町本郷     | 尾道インター入口交差点 23 尾道IC |
| 広島県道158号尾道新市線                                                    | 広島県     | 尾道市   | 尾道市   | 美ノ郷町三成     | 木梨口交差点                     |
| 広島県道54号福山尾道線                                                     | 広島県     | 尾道市   | 尾道市   | 美ノ郷町三成     | 美ノ郷交番前交差点               |
| 広島県道363号栗原長江線                                                    | 広島県     | 尾道市   | 尾道市   | 栗原町           | 大池三差路交差点                 |
| 国道2号 / 尾道バイパス                                                     | 広島県     | 尾道市   | 尾道市   | 栗原町           | 栗原インター北交差点             |
| 国道2号 / 尾道バイパス                                                     | 広島県     | 尾道市   | 尾道市   | 門田町           | 栗原インター南交差点             |
| 国道2号 / 旧道                                                             | 広島県     | 尾道市   | 尾道市   | 西御所町         | 祇園橋東詰交差点 / 終点          |

### 交差する鉄道
- 一畑電車北松江線
- 山陰本線
- 芸備線
- 山陽新幹線
- 山陽本線

### 沿線
- 立久恵峡
- 一畑電気鉄道立久恵線廃線跡
- 志津見ダム（志津見湖）
- 来島ダム（来島湖）
- 尾道鉄道廃線跡